# ジョーン・ジェット
ジョーン・ジェット（Joan Jett、出生名Joan Marie Larkin、1958年9月22日 - ）は、アメリカ合衆国出身のシンガーソングライター・ギタリスト・女優。
ガールズバンド「ザ・ランナウェイズ」や、主宰する「ジョーン・ジェット&ザ・ブラックハーツ」としての活動で知られる。2015年に同名義で『ロックの殿堂』入り。
声域はメゾソプラノである。彼女の音楽は同じフィラデルフィア出身の多くのロックバンドに共通してみられる、鋭く激しいビートに色濃く影響されている。歌詞は多くの場合、失われた愛、不誠実への批判、アメリカ労働者階級の闘いと不屈の意志、真実の探求を描いている。

## 来歴

### 生い立ち
ペンシルベニア州フィラデルフィアの郊外ウィンウッドのランケナウ病院で生まれた。1967年にメリーランド州フィートンに移り、更にカリフォルニア州ロサンゼルスに転居し、ウッドランドヒルズのタフト高校に通った。

### ザ・ランナウェイズ
ジョーン・ジェットは、ドラマーのサンディ・ウェストおよびベーシストのミッキー・スティール（すぐに脱退する）と共にザ・ランナウェイズの創立メンバーの1人である。メンバーチェンジにより、ギタリストのリタ・フォード、ボーカリストのシェリー・カーリー、ベーシストのジャッキー・フォックスが加入してメジャーデビュー時の5人のメンバーが揃った。カーリーがバンドの看板ボーカリストとなり、ジェットも何曲かでリード・ボーカルを務めた。ジェットは主にリズムギターを担当し、多くの曲を単独で、或いはフォード、ウェスト、カーリーと共作で書いた。このメンバーで3枚のアルバム（スタジオ盤2枚＋ライブ盤1枚）を発売した。日本公演を記録したライブ盤は、アメリカとイギリスの音楽史上、最大の輸入盤セールスを記録したレコードの1つになっている。バンドは世界中をツアーし、チープ・トリック、ヴァン・ヘイレン、トム・ペティ&ザ・ハートブレイカーズ等と組むこともあった。特に日本では大きな成功を収めた。
ザ・ランナウェイズは、ヨーロッパ、アジア、オーストラリア、カナダ、南米で人気を博したが、アメリカ本国では同様の成功を得ることはできなかった。カーリーとフォックスが脱退した後（専任ボーカリストは補充せずにベーシストのヴィッキー・ブルーのみを加入させるが、後にブルーが抜けてローリー・マカリスターに替わる）も、2枚のアルバム『Waitin' for the Night』と『And Now... The Runaways』を発売したが、バンドは1979年の春に解散した。
直後にジェットは、ジャームス (Germs) の最初にして唯一のスタジオ・アルバム『(GI)』をプロデュースしている。

### ソロ活動
1979年の春、ジェットはイングランドでソロとしての実績を積み重ねていた。この時期、彼女は元セックス・ピストルズのポール・クック、スティーヴ・ジョーンズと共に3曲レコーディングしている。その内の1曲は元々ジ・アロウズ (The Arrows) の曲であった「アイ・ラブ・ロックンロール (I Love Rock 'n' Roll)」のカバーの初期バージョンだった。
同年の後半、ニューヨークのロングビーチ、更にロサンゼルスに移り、ランナウェイズとしての契約に基づき、バンドの活動を下敷とした映画『We're All Crazee Now!』に、旧メンバーの代わりを演じる3人の女優と共に、気が進まないながらも出演した。この間にジェットは、映画のサウンドトラックを手伝ったソングライターでプロデューサーのケニー・ラグナと友人となり、一緒に仕事をする事になった。撮影は途中で打ち切られたが、ジェットが大スターとなった後の1984年、プロデューサー達は不完全な映画のシーンを活かす方法を模索した。ジェットの僅かな登場シーンが使われた新しい作品、アラン・サックス監督による『ジョーン・ジェットの爆裂ムービー』(Du-beat-e-o) は、通常の商業ベースでは公開されないアングラ映画だった。
ジェットとラグナは、ラグナの提唱によりザ・フーのランポートスタジオに入った。ジェットが自身の名を冠したソロデビュー盤は1980年5月17日、ヨーロッパでリリースされた。アルバムは、アメリカ合衆国では23の主要レーベルから拒絶反応を示されたため、ラグナが娘の大学進学用に貯めていた資金で始めた新しい自主レーベル「ブラックハート・レコーズ」からリリースした。ラグナは「我々は自身でレコードを作る他に何も考えが浮かばなかったので、ブラックハート・レコーズが誕生した。これは概ねジョーンの発案だった」と回想している。ジェットは偶然にも自身のレーベルを始めた初の女性ミュージシャンになった。

### ジョーン・ジェット&ザ・ブラックハーツ

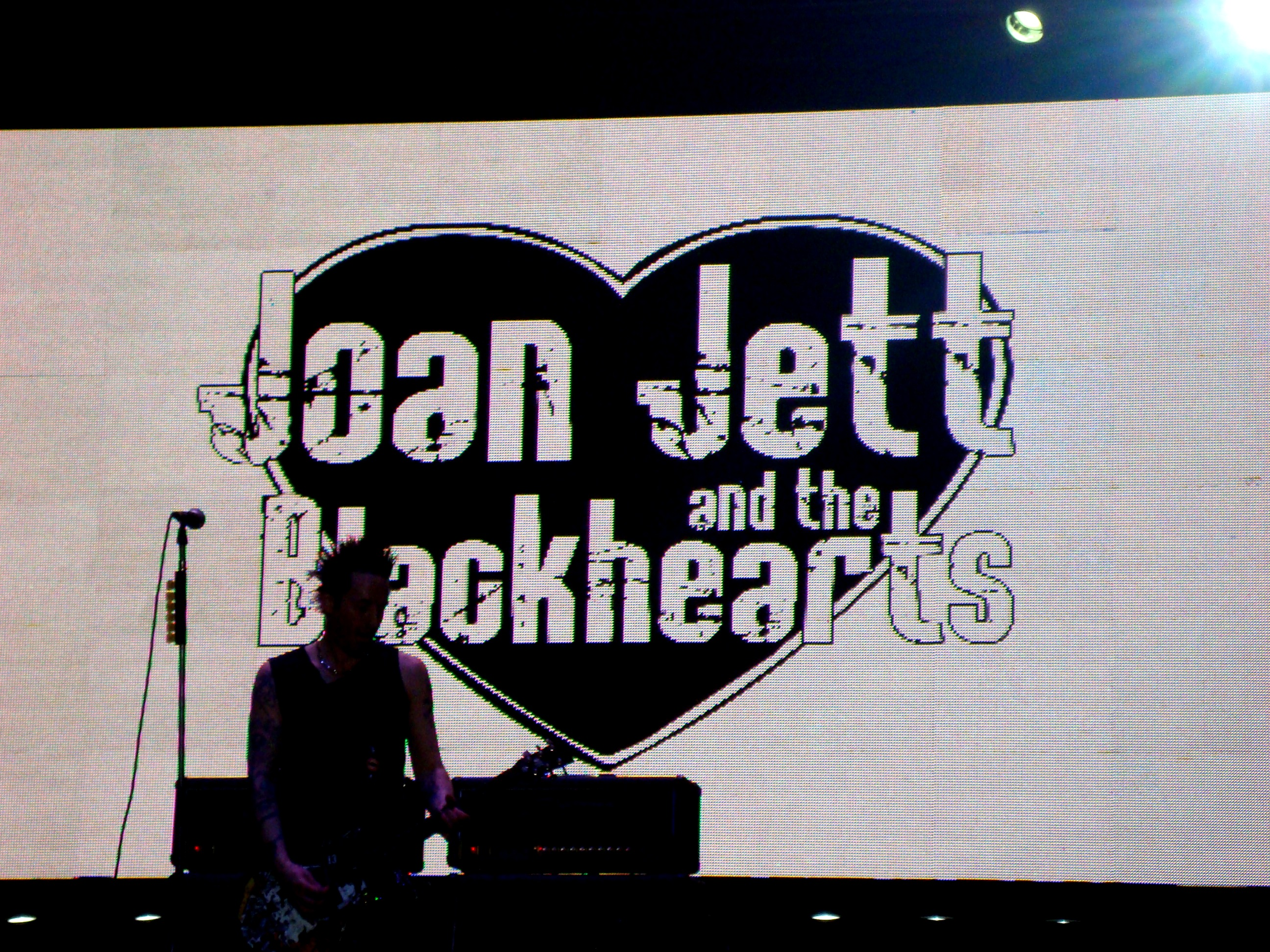
ザ・ブラックハーツのロゴ

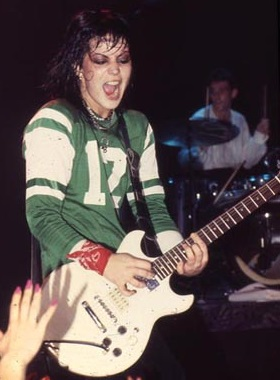
1980年代・ノルウェー公演

ジェットはラグナの助けを借りてザ・ブラックハーツを結成した。彼女はLAウィークリーに「3人のイカした男を探している」という広告を出した。Xのジョン・ドゥー (John Doe) が、ロサンゼルスのS.I.R.スタジオで開かれたベースのオーディションに審査員として参加した。彼は（当時の）最近のお気に入りである地元のベーシスト、ゲイリー・ライアンの名を挙げた。ライアンは、ロサンゼルスのパンクシーンにおいて不可欠の存在で、地元のアーティストのトップ・ジミー (Top Jimmy) やリック・L・リックと演奏していた。彼は、ランナウェイズとジェットの長年の大ファンであった。ジェットはオーディションでライアンを評価し、彼の加入が決まった。ゲイリーは、当時リック・L・リックのメンバーだった、ギタリストのエリック・アンベルを推薦した。初代ブラックハーツに最後に加入したのは、悪名高いサンフランシスコのバンド、ジ・アヴェンジャーズ (The Avengers) の元メンバー、ドラマーのダニー・"フューリアス"・オブライエンであった。このメンバーでハリウッドのゴールデンベアとウィスキー・ア・ゴーゴーで何度かギグを行なった後、初のヨーロッパツアーに向った。オランダで広範囲な演奏旅行を繰り広げ、ロンドンのマーキーなどイングランドの要所でショーを行なった。
ジェット、ライアン、アンベルはアメリカに戻ると同時にニューヨークのロングビーチに移ったが、オブライエンは他の事に興味を惹かれイングランドに残った。オーディションにより、ボーイフレンズとシルヴェイン・シルヴェインの元メンバーだったリー・クリスタルが、新しいドラマーとして加わった。ジョーン・ジェット&ザ・ブラックハーツはアメリカ全土をツアーし、ニューヨークで多くのファンを獲得した。ジェットとラグナは、すぐに個人の貯蓄をはたいてジョーン・ジェットのアルバムをプレスし、自主配布のシステムを作り上げた。時には、コンサート終了後にラグナのキャデラックのトランクからアルバムを売りさばいた。ラグナは、ジェットのアルバムの需要に着いて行けなくなっていた。最後には、旧友でカサブランカ・レコーズ (Casablanca Records) の創設者であるニール・ボガート (Neil Bogart) の協力を仰ぎ、共同事業を興した。新しいレーベル、ボードウォーク・レコーズ (Boardwalk Records) とジェットは契約を結び、ファーストアルバム『ジョーン・ジェット』(Joan Jett) は『バッド・レピュテーション』(Bad Reputation) として再発売された。その年末にザ・ブラックハーツは、アルバム『アイ・ラヴ・ロックン・ロール』(I Love Rock 'n' Roll) をレコーディングした。レコーディング中に、ギタリストがアンベルから地元のリッキー・バードに替わった。アンベルは、後にデル・ローズの創立メンバーとして成功し、更に多種多様なバンドのプロデューサーとして働いた。彼は、現在自身のバンド、ザ・ヤイフーズでプレーし、2000年から2005年まではスティーヴ・アール (Steve Earle) のバンド、デュークスのメンバーであった。
バードをギターに迎え、ジョーン・ジェット&ザ・ブラックハーツのヒット・アルバムは収録された。ニュー・シングルは、タイトル曲「アイ・ラヴ・ロックン・ロール」(I Love Rock N' Roll) の再録だった。この曲は1982年前半に7週間ビルボードヒットチャートのトップを飾った。2008年のビルボード50周年記念に公表されたオールタイム・トップソングでも56位にランクされている。それに続くシングル、トミー・ジェイムス&ザ・ションデルズのカバー「クリムズンとクローバー」も全米7位を記録。
American Top 40もこれに続き、ポリス、クイーン、エアロスミス達と帯同したツアーは、ソールドアウトとなった。ジェットは1969年、ルーマニアのブラッド・スウェット・アンド・ティアーズに続き、あらゆるジャンルを含めて鉄のカーテンを越えて演じた2人目のアメリカ人となった。彼女は、パナマとドミニカ共和国でプレイした最初の英語圏ロッカーの1人でもある。
自身のMTV大晦日スペシャルを受けた後、ジェットは多くのライバルを尻目にマイケル・J・フォックスの主演映画『愛と栄光への日々』への出演を勝ち取った。ブルース・スプリングスティーンは、ジェットのために主題歌を書いた。彼女の演技は高く評価された。この頃、ライアンとクリスタルがザ・ブラックハーツを去っている。彼らが抜けた穴は、トミー・プライスとカシム・サルトン (Kasim Sulton) の強力なリズムセクションによりすぐに埋められた。同年の後半、ジェットはビーチ・ボーイズ、シュガーヒル・ギャング (The Sugarhill Gang)、ダーレン・ラヴ (Darlene Love) が参加したアルバム 『グッド・ミュージック』(Good Music) をリリースした。
ジョーン・ジェット&ザ・ブラックハーツは、ブロードウェイのラント・フォンタン劇場 (Lunt-Fontanne Theatre) でコンサートを開いた最初のロックバンドとなり、当時のチケット完売最短記録を破った。次のアルバム『アップ・ユア・アレイ』(Up Your Alley) はアメリカでプラチナムディスクを獲得し、続く『雨を見たかい』(The Hit List) は、カヴァー曲を集めたアルバムであった。この間、アリス・クーパーの1989年のアルバム『トラッシュ』(Trash) に収録されている「House of Fire」を共同執筆した。
ザ・リプレイスメンツ (The Replacements) のポール・ウェスターバーグ (Paul Westerberg) が参加した1991年発売のアルバム『ノトリアス』(Notorious) を最後に、ジェットはCBS・ソニーからワーナー・ブラザース・レコードに移籍した。この時期にリリースされた、ジェットとウェスターバーグ共演のCDシングル「Let's Do It」は、映画『タンク・ガール』のサウンドトラックとして使用されている。1993年、ジェットとラグナは自身のブラックハート・レーベルの様々な曲を編集したコンピレーション・アルバム『Flashback』をリリースした。
ジェットは、自身のデビュー前にいくつかのバンドをプロデュースし、ブラックハート・レーベルからスラッシュメタルバンド、メタル・チャーチ (Metal Church) やラッパー、ビッグ・ダディ・ケインなど、様々なアーティストのレコードをリリースしている。1993年、ビキニ・キルのシングル「レベル・ガール」をプロデュースし、ギターとバッキング・ボーカルも務めた。
マスコミはジェットを「パンクのゴッドマザー」、「元祖ライオット・ガール」と喧伝した。1994年、ベイブズ・イン・トイランドのキャット・ビーエランド、L7のドニータ・スパークス、ビキニ・キルのキャサリーン・ハンナと共作した曲が収録された、評価の高かったアルバム『ピュア・アンド・シンプル』(Pure and Simple) をリリース。

### その他
スポーツファンで、スポーツ界に積極的に関ってきた。メアリー・タイラー・ムーア・ショウのテーマソングをカバーした「Love is All Around」は女性スポーツを象徴する歌となり、未発売曲「Unfinished Business」と同じく、NCAAウーマンズファイナルフォーチャンピオンシップのプロモートに用いられた。「Love Is All Around」はラジオで流され続け、CDの助けを借りずにリクエストナンバーワンの曲になった。
ESPNのエックスゲームズ初回にテーマソングを提供し、その後すべてのゲームズに曲を提供している。
ボルチモア・オリオールズのカル・リプケン・ジュニアの要請を受け、彼がルー・ゲーリッグの連続試合出場記録に並んだ試合で国歌を歌った。
NBCのNFL中継「NBCサンデーナイトフットボール」のテーマソングとして、「I Hate Myself For Loving You」の歌詞をアレンジした「Waiting All Day for Sunday Night」が2006年の放送開始から使用されている。ただし、歌はジェット本人ではなく、2006年はP!NK、2007年から2012年まではフェイス・ヒルが歌っていた。2013年からキャリー・アンダーウッドが歌っているが、2019年からはジェットとのコラボになっている。

## 映画・舞台・番組出演
銀幕デビューは、1981年のライブコンサート・フィルム『Urgh! A Music War』で、ニューヨーク市のロッククラブ「Ritz」においてブラックハーツと共に「バッド・レピュテーション」を演奏している。女優としてのスクリーンデビューは1987年、ジーナ・ローランズやマイケル・J・フォックスと共演した、ポール・シュレイダー監督の『愛と栄光への日々』である。また『迫撃者』(Boogie Boy: 1998年) や『The Sweet Life』(2003年) などの独立系映画に出演している。
1990年代にはシチュエーション・コメディ・テレビシリーズ『エレン』(Ellen) に出演し、主題歌を歌った。またテレビシリーズ『暗黒の戦士/ハイランダー』にゲスト出演した。
2000年、ジェットはブロードウェイ舞台劇版の『ロッキー・ホラー・ショー』にコロンビア役で出演した。
2001年、テレビシリーズ『炎のテキサス・レンジャー』(Walker, Texas Ranger) に出演。元CIA職員でウォーカー（チャック・ノリス）とアレックス（シェリー・J・ウィルソン）を殺害するために雇われた暗殺者を演じた。
2002年、男役レズビアンの映画『By Hook or by Crook』（直訳：手段を選ばず）に、マスコミからインタビューされる役で出演した。

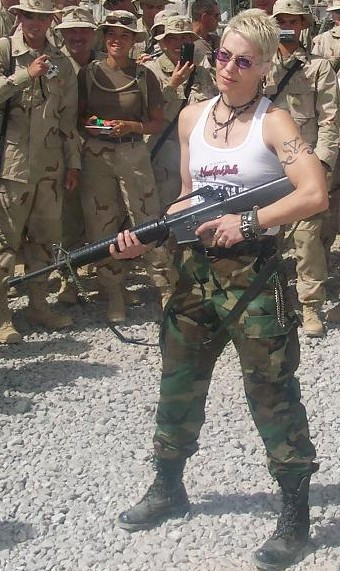
女性兵士役の一場面 (2003年)

2000年から2003年まで、映画製作初心者とインディーズ映画産業をサポートし、新作映画と短編ビデオを紹介する番組、メリーランド公共テレビ (MPT) の『Independent Eye』の司会を務めた。
2005年、スティーヴ・ヴァン・ザント (Steven Van Zandt) に招かれ、シリウス・サテライト・ラジオ（Sirius Satellite Radio）のヴァン・ザント・アンダーグラウンド・ガレージ・ラジオチャンネルで彼女自身のラジオ番組の司会を務めた。『Joan Jett's Radio Revolution』（直訳：ジョーン・ジェットのラジオ革命）と名付けられた4時間の番組は、毎週土曜と日曜に放送された。番組は2008年6月に中止される直前、シリウス25からシリウス28へ移った。
ジェットがポール、ポール・ジュニア、マイケルのタトル一家と共に出演したビデオが、2007年1月14日にザ・ラーニング・チャンネルの番組『アメリカンチョッパー』で放送された。このビデオのメイキングが2007年2月22日のザ・ラーニング・チャンネルの番組で放送された。
2008年には、ダーレン・リン・バウズマン監督の『REPO! レポ』、及びジミー・キンメル (Jimmy Kimmel) のビデオ『I'm Fucking Ben Affleck』にカメオ出演している。また同年7月にはテレビシリーズ『LAW & ORDER:犯罪心理捜査班』のエピソード「Reunion」に出演した。

## 近年の音楽活動

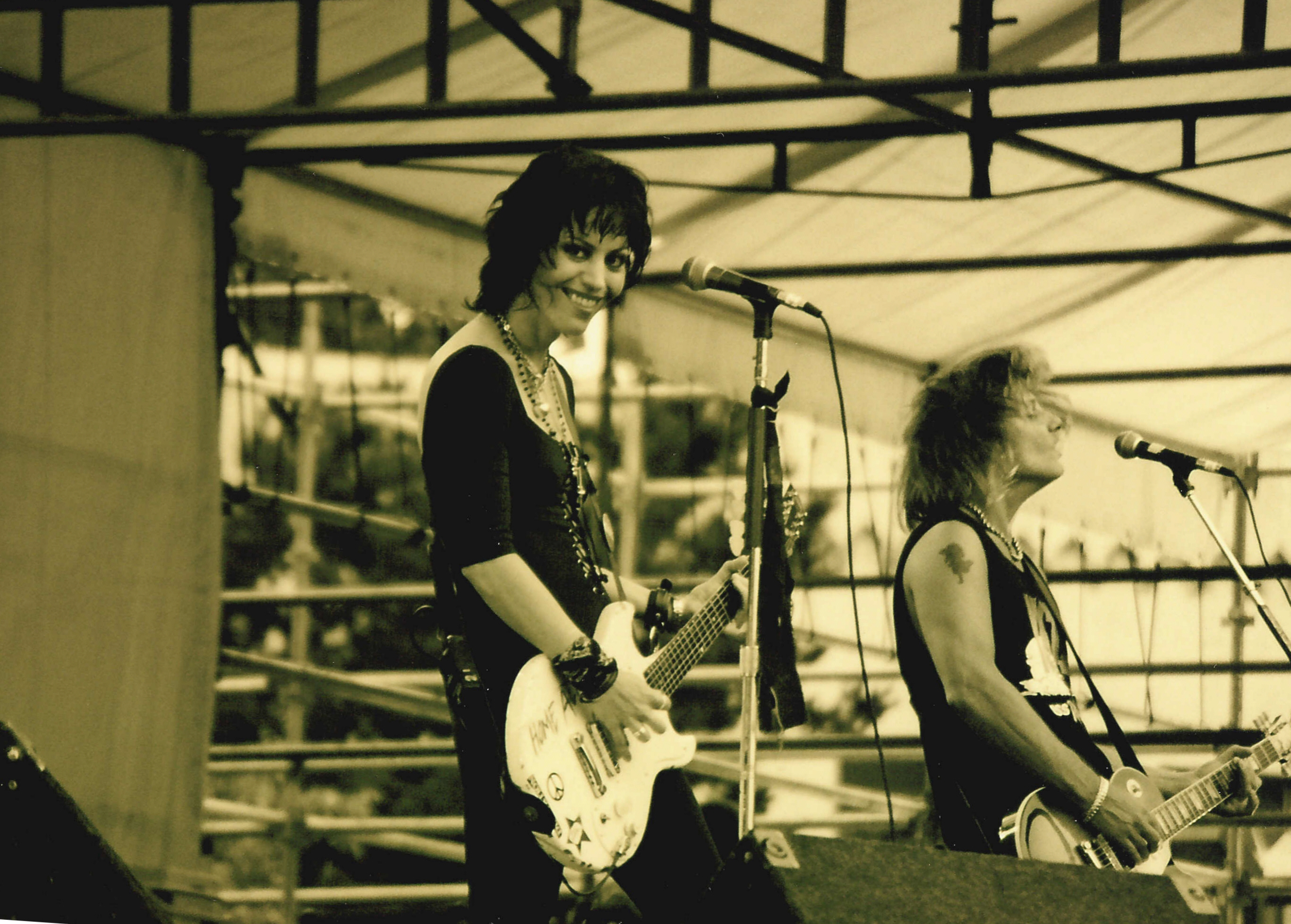
US.シアトル公演 (1994年9月)

ジェットは1992年にサーカスループス (Circus Lupus) のために、そして再度1994年にはビキニ・キルのために、プロデューサー業に返り咲いた。これらのレコーディングでは、演奏とバックボーカルでも参加した。ビキニ・キルを代表格とするライオット・ガール (Riot Grrrl) ・ムーブメント（パンク・ロックとフェミニズムを融合させた運動）は1990年代に始まり、これらの女性の多くがお手本として、創造的刺激を与えた人物としてジェットをクレジットした。ライオット・ガール・バンドの1つ、ブラットモバイル (Bratmobile) はジェットに敬意を表して「チェリー・ボム」(Cherry Bomb) をカバーした。
1990年代後半、ジェットはパンクバンド「ギッツ」(The Gits) のメンバーと仕事をした。リードボーカルで作詞家であったミア・サパタ (Mia Zapata) は1993年に強姦され、殺されていた。共同作業の成果はLP『イーヴル・スティグ』 (Evil Stig) とシングル「Bob」に結実し、この売り上げはサパタ殺害犯の捜査資金として寄付された。バンドとジェットは、テレビ番組『アメリカズ・モスト・ウォンテッド』(America's Most Wanted) に出演し、視聴者に情報提供を訴えた。事件は、2004年にサパタ殺害犯ジーザス・メズキュイア (Jesus Mezquia) が有罪判決を下され、解決した。

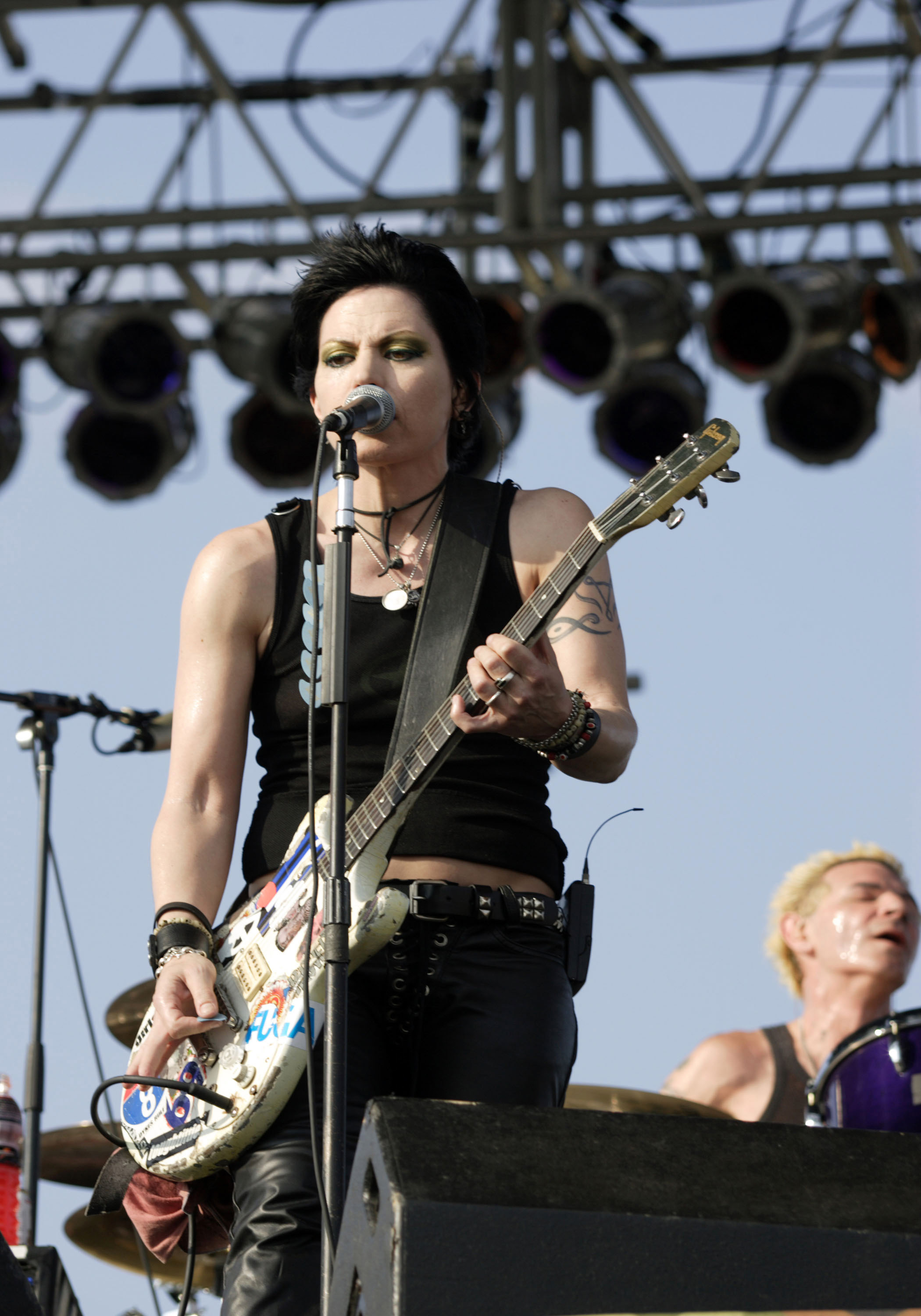
US.キリーン公演 (2005年5月)

2004年、ジェットとラグナは彼らと契約後にワープド・ツアーで人気となった女性パンクトリオ、アイライナーズ (The Eyeliners) の4枚目のアルバム『No Apologies』をプロデュースし、ブラックハート・レーベルからリリースした。ジェットは中の1曲「Destroy」で客演し、ミュージック・ビデオにもカメオ出演している。同年、ジョーン・ジェット&ザ・ブラックハーツは、約10年ぶりとなるアルバム『ネイキッド』(Naked) をジェット自身のレーベル、ブラックハート・レコーズからリリースした。
2005年12月19日、ジェットはニューヨークのマディソン・スクエア・ガーデンでトランス・シベリアン・オーケストラ (Trans-Siberian Orchestra) と共に「アイ・ラブ・ロックンロール」を演奏した。
2005年、ジェットはクリーブランドのパンクロックバンド、ヴァカンシーズ (The Vacancies) を見出した。彼女とラグナはバンドと契約し、彼らのセカンドアルバム、『A Beat Missing or a Silence Added』（CMJミュージック・チャートでトップ20入りした）と、2007年のサードアルバム『Tantrum』をプロデュースした。
マーキー・ラモーンの2006年のソロアルバム『Start of the Century』の1曲、「Don't Blame Me」にゲスト・アーティストとして参加している。同年、ピーチズ (Peaches) のアルバム『インピーチ・マイ・ブッシュ』 (Impeach My Bush) でも「Boys Want to Be Her」と「You Love It」の2曲でゲスト・ボーカリストとして参加した。またハート・アタックス (The Heart Attacks)の2006年のアルバム『Hellbound and Heartless』では、「Tearstained Letters」でチェイス・ノールズ (Chase Noles) とデュエットしている。

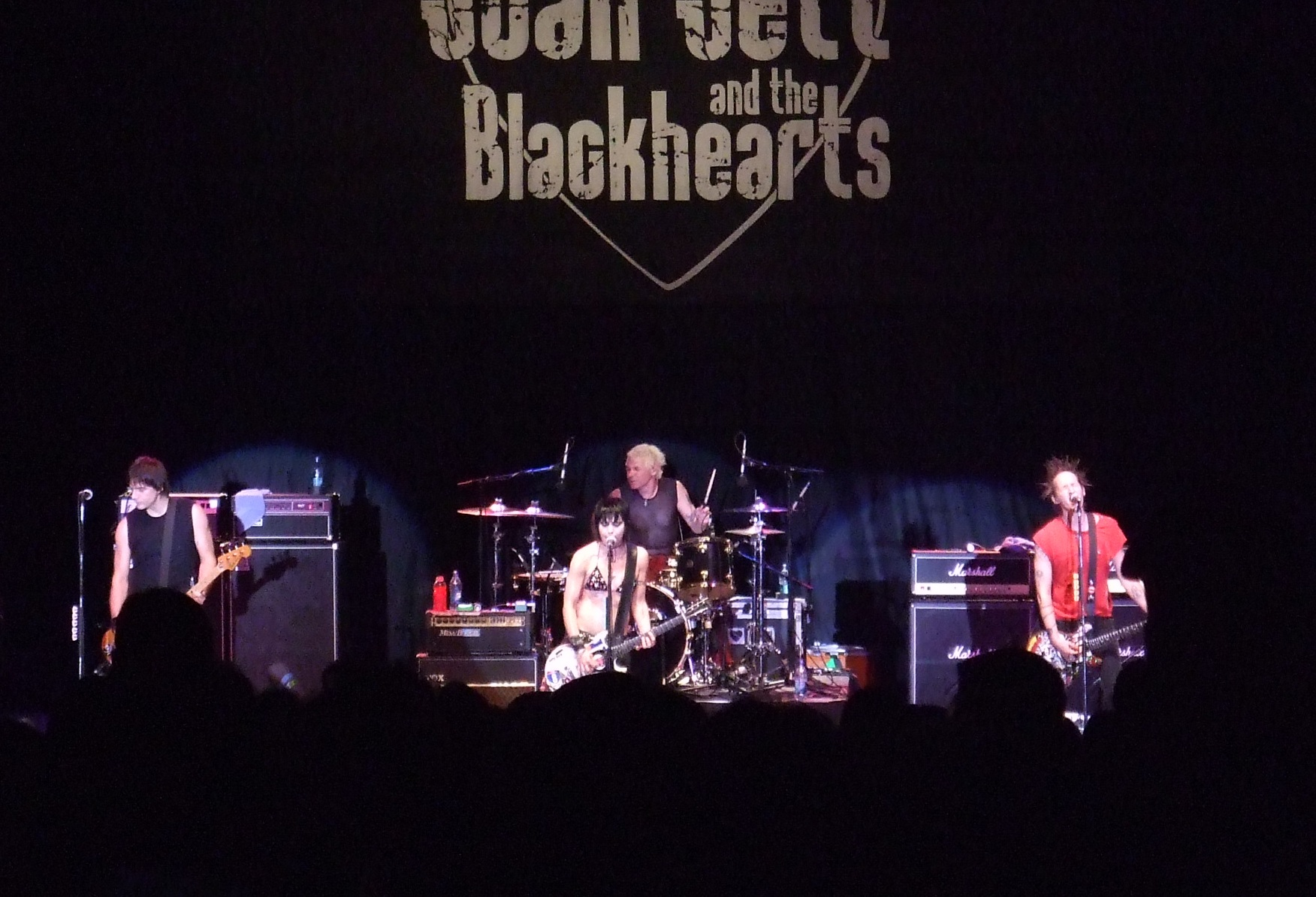
US.グランドアイランド公演 (2007年8月)

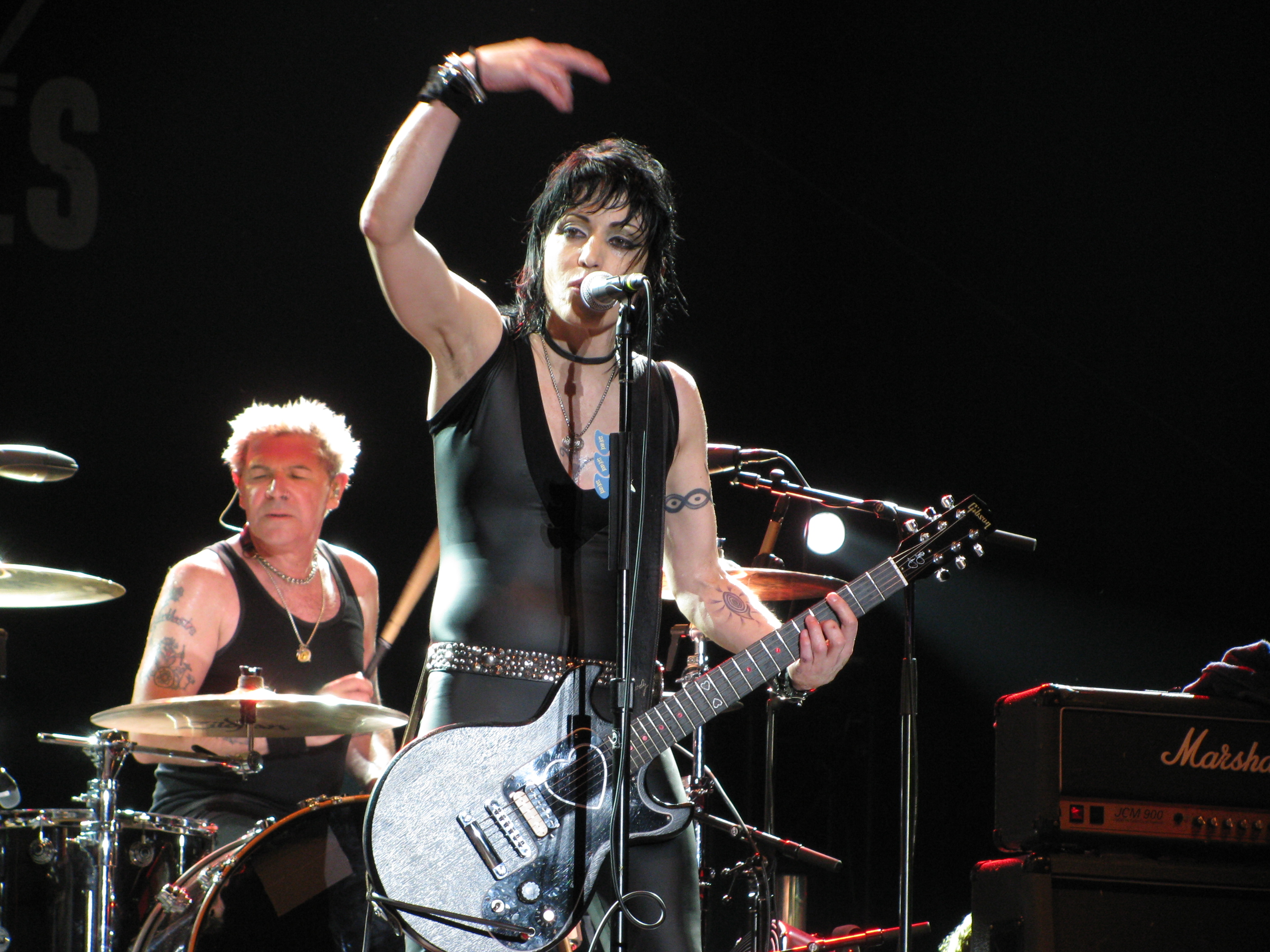
カナダ・オタワ公演 (2010年7月)

2006年6月、ジョーン・ジェットは自身のレーベル、ブラックハート・レコーズから新しいアルバム『シナー』(Sinner) を発売した。アルバムをプロモートするため、バンドは2006年のワープド・ツアーに出演し、イーグルス・オブ・デス・メタル (Eagles of Death Metal) とともに、2006年秋のツアーに取りかかった。
2007年6月、ジョーン・ジェット&ザ・ブラックハーツはマイアミのドルフィン・スタジアムでフロリダ・マーリンズの試合後に演奏した。2007年7月4日、ニューメキシコ州アルバカーキでアメリカ独立記念日に毎年恒例で行なわれる屋外イベントにおいて、推定65,000人の出席者を前にして主役を務めた。2007年11月、モーターヘッド、アリス・クーパーと共にイギリスアリーナツアーに出演。エアロスミスの2007 World Tourにおけるアメリカでの8回の公演ではオープニングを務めた。
2008年3月10日、デイヴ・クラーク・ファイヴ (DC5) のロックの殿堂入り記念式典で、ジェットはプログラムの締めくくりとしてDC5の1964年のヒット曲「Bits and Pieces」を演奏した。彼女の紹介は俳優のトム・ハンクスが行なった。同年夏、ジョーン・ジェット&ザ・ブラックハーツはシンディ・ローパーによる「トゥルー・カラーズ・ツアー2008」に何日間か出演した。8月にはデフ・レパードの前座を務めた。
2008年末のローリング・ストーンによるインタビューで、ジェットは2009年に2曲の新曲を含むグレーテスト・ヒッツ・アルバムをリリースする予定であると語った。

## 栄誉と受賞
- 2006年10月に、ロングアイランド音楽殿堂 (Long Island Music Hall of Fame)入りを果たした[12]。
- 2003年、「ローリング・ストーンの選ぶ歴史上最も偉大な100人のギタリスト」で87位、2011年の改訂版では削除された[13]。女性で選ばれたのは、72位のジョニ・ミッチェルの2人であったが、2011年の改訂版では、75位のジョニ・ミッチェルと第89位のボニー・レイットの2人である。
- 2006年、Blender誌はデビュー以来21年目にして「Hottest Women of…Rock!」にジェットをリストアップした[14]。
- 2008年、ギブソンは自社製品メロディメーカーのジョーン・ジェットモデルを発売した[15]。白黒ツートーンの1ハムバッカーとキルスイッチを持つ白いダブルカッタウェイモデルである。1977年から愛用しているこのメロディメーカーは、エリック・カルメンからの贈り物だという[16]。現在は、ボディ全面にステッカーが貼り付けられている。ギブソンの会長兼CEO、ヘンリー・ジャスキヴィッツは次のような賛辞を送っている。

| 「 | ジョーン・ジェットは、ロックンロールの真の象徴である。彼女はその始まりから、このジャンルの女性にとって草分け的なアーティストであり先駆者であった。 | 」 |

- 2015年に、「ジョーン・ジェット&ザ・ブラックハーツ」名義でロックの殿堂入りを果たした[17]。

## 実践活動
- 共和党に非常に批判的で、2004年アメリカ合衆国大統領選挙ではイラク戦争に対するスタンスと同性愛者の結婚に対する姿勢に共鳴し、ハワード・ディーンを支持した。
- アメリカ軍の終始一貫した支持者であり、20年以上USO（United Service Organizations - 米国慰問協会〔軍隊の慰問活動を行なう民間の非営利組織〕）のためにツアーを行ない、陸軍士官学校でも演奏している。2006年5月15日にペンタゴンを訪問した際には多くの写真が職員たちと共に撮られた。
- ヴィーガン（純菜食主義者）である。

## ディスコグラフィ

### アルバム
| 年                                                                         | タイトル | チャート最高位 | チャート最高位 | チャート最高位 | チャート最高位 | チャート最高位 | 認定                                              |
| 年                                                                         | タイトル | 米             | 英             | 独             | 墺             | 諾             | 認定                                              |
| -------------------------------------------------------------------------- | --- | -------------- | -------------- | -------------- | -------------- | -------------- | ------------------------------------------------- |
| 1980                                                                       | 『ジョーン・ジェット』 (Joan Jett) - レーベル：自主製作 | —              | —              | —              | —              | —              | - アメリカ：ゴールドディスク                      |
| 1981                                                                       | 『バッド・レピュテーション』 (Bad Reputation) - 『ジョーン・ジェット』の再発売 - レーベル：ボードウォーク・レコーズ (Boardwalk Records)                    | 51             | —              | —              | —              | —              |                                                   |
| 1981                                                                       | 『アイ・ラブ・ロックンロール』 (I Love Rock 'n Roll) - レーベル：ボードウォーク・レコーズ                                                                  | 2              | 25             | 31             | 14             | 38             | - アメリカ：プラチナム - カナダ：ダブルプラチナム |
| 1983                                                                       | 『アルバム』 (Album) - レーベル：ブラックハート・レコーズ (Blackheart Records)                                                                             | 20             | —              | —              | —              | 19             |                                                   |
| 1984                                                                       | 『誘惑のブラックハート』 (Glorious Results of a Misspent Youth) - レーベル：ブラックハート・レコーズ                                                       | 67             | —              | —              | —              | —              |                                                   |
| 1986                                                                       | 『グッド・ミュージック』 (Good Music) - レーベル：ブラックハート・レコーズ/CBS                                                                             | 105            | —              | —              | —              | —              |                                                   |
| 1988                                                                       | 『アップ・ユア・アレイ』 (Up Your Alley) - レーベル：ブラックハート・レコーズ/CBS                                                                          | 19             | —              | —              | —              | —              | - アメリカ：プラチナム - カナダ：ゴールド         |
| 1990                                                                       | 『雨を見たかい』 (The Hit List) - レーベル：ブラックハート・レコーズ/CBS                                                                                   | 36             | —              | —              | —              | —              |                                                   |
| 1991                                                                       | 『ノトリアス』 (Notorious) - レーベル：ブラックハート・レコーズ/CBS                                                                                        | —              | —              | —              | —              | —              |                                                   |
| 1992                                                                       | 『アイ・ラヴ・ロックン・ロール』（マキシシングル） ( I Love Rock 'n Roll 92) - リミックス曲「アイ・ラヴ・ロックン・ロール・92」を含む - レーベル：自主製作 | —              | —              | —              | —              | —              |                                                   |
| 1994                                                                       | 『ピュア・アンド・シンプル』 (Pure and Simple) - レーベル：ワーナー・ブラザース・レコード                                                                  | —              | —              | —              | —              | —              |                                                   |
| 1995                                                                       | 『イーヴル・スティグ』 (Evil Stig) - ザ・ギッツ (The Gits) との共作 - レーベル：ブラックハート・レコーズ                                                   | —              | —              | —              | —              | —              |                                                   |
| 1995                                                                       | 『1979』 - レーベル：自主製作 | —              | —              | —              | —              | —              |                                                   |
| 2004                                                                       | 『ネイキッド』 (Naked) - レーベル：ブラックハート・レコーズ                                                                                                | —              | —              | —              | —              | —              |                                                   |
| 2006                                                                       | 『シナー』 (Sinner) - レーベル：ブラックハート・レコーズ                                                                                                   | —              | 56             | —              | —              | —              |                                                   |
| "—" はチャート入りしなかったか、発売されなかったか、不明のアルバムを表す。 | |                |                |                |                |                |                                                   |

### コンピレーション・アルバム
| 年   | タイトル |
| ---- | --- |
| 1993 | 『Do You Wanna Touch Me?』 - レーベル：ブラックハート・レコーズ                                               |
| 1993 | 『フラッシュバック』 (Flashback) - レーベル：ブラックハート・レコーズ                                         |
| 1996 | 『Great Hits』 - レーベル：ブラックハート・レコーズ                                                           |
| 1997 | 『フィット・トゥ・ビー・タイド』 (Fit to Be Tied) - レーベル：ブラックハート・レコーズ/マーキュリー・レコード |
| 1999 | 『Fetish』 - レーベル：ブラックハート・レコーズ                                                               |
| 2003 | 『ジェット・ロック』 (Jett Rock) - レーベル：ブラックハート・レコーズ                                         |

### シングル
| 年                                                               | タイトル                               | チャート最高位 | チャート最高位 | チャート最高位 | チャート最高位 | チャート最高位 | チャート最高位 | 収録アルバム                               |
| 年                                                               | タイトル                               | 米             | 英             | 加             | 瑞             | 独             | 墺             | 収録アルバム                               |
| ---------------------------------------------------------------- | -------------------------------------- | -------------- | -------------- | -------------- | -------------- | -------------- | -------------- | ------------------------------------------ |
| 1981                                                             | "Bad Reputation"                       | —              | —              | —              | —              | —              | —              | 『バッド・レピュテーション』               |
| 1982                                                             | "I Love Rock 'n Roll"                  | 1              | 4              | 1              | 3              | 6              | 4              | 『アイ・ラヴ・ロックン・ロール』           |
| 1982                                                             | "Crimson and Clover"                   | 7              | 60             | 4              | 8              | 19             | 12             | 『アイ・ラヴ・ロックン・ロール』           |
| 1982                                                             | "Do You Wanna Touch Me"                | 20             | —              | 8              | 12             | 31             | 19             | 『アイ・ラヴ・ロックン・ロール』           |
| 1982                                                             | "Nag"                                  | —              | —              | —              | —              | —              | —              | 『アイ・ラヴ・ロックン・ロール』           |
| 1982                                                             | "Victim of Circumstances"              | —              | —              | —              | —              | —              | —              | 『アイ・ラヴ・ロックン・ロール』           |
| 1982                                                             | "Everyday People"                      | 37             | —              | —              | —              | —              | —              | 『アルバム』                               |
| 1983                                                             | "Fake Friends"                         | 35             | —              | —              | —              | —              | —              | 『アルバム』                               |
| 1983                                                             | "The French Song"                      | —              | —              | 42             | —              | —              | —              | 『アルバム』                               |
| 1984                                                             | "I Need Someone"                       | —              | —              | —              | —              | —              | —              | 『誘惑のブラックハート』                   |
| 1984                                                             | "I Love You Love"                      | 105            | —              | —              | —              | —              | —              | 『誘惑のブラックハート』                   |
| 1984                                                             | "Cherry Bomb"                          | —              | —              | —              | —              | —              | —              | 『誘惑のブラックハート』                   |
| 1986                                                             | "Good Music"                           | 83             | —              | —              | —              | —              | —              | 『グッド・ミュージック』                   |
| 1986                                                             | "Roadrunner"                           | —              | —              | —              | —              | —              | —              | 『グッド・ミュージック』                   |
| 1987                                                             | "Light of Day"                         | 33             | —              | —              | —              | —              | —              | 『愛と栄光への日々』サウンドトラック       |
| 1988                                                             | "I Hate Myself for Loving You"         | 8              | 46             | 21             | —              | —              | —              | 『アップ・ユア・アレイ』                   |
| 1988                                                             | "Little Liar"                          | 19             | —              | —              | —              | —              | —              | 『アップ・ユア・アレイ』                   |
| 1990                                                             | "Dirty Deeds Done Dirt Cheap"          | 36             | 69             | —              | —              | —              | —              | 『雨を見たかい』                           |
| 1990                                                             | "Love Hurts"                           | —              | —              | —              | —              | —              | —              | 『雨を見たかい』                           |
| 1990                                                             | "Have You Ever Seen the Rain?"         | —              | —              | —              | —              | —              | —              | 『雨を見たかい』                           |
| 1991                                                             | "Backlash"                             | —              | —              | —              | —              | —              | —              | 『ノトリアス』                             |
| 1991                                                             | "Don't Surrender"                      | —              | —              | —              | —              | —              | —              | 『ノトリアス』                             |
| 1991                                                             | "Treadin' Water"                       | —              | —              | —              | —              | —              | —              | 『ノトリアス』                             |
| 1994                                                             | "I Love Rock 'n Roll" （再リリース）   | —              | 75             | —              | 13             | —              | —              | 『アイ・ラヴ・ロックン・ロール』（マキシ） |
| 1994                                                             | "Spinster"                             | —              | —              | —              | —              | —              | —              | 『ピュア・アンド・シンプル』               |
| 1994                                                             | "As I Am"                              | —              | —              | —              | —              | —              | —              | 『ピュア・アンド・シンプル』               |
| 1994                                                             | "Eye to Eye"                           | —              | —              | —              | —              | —              | —              | 『ピュア・アンド・シンプル』               |
| 1995                                                             | "Bob (Cousin O.)" （ザ・ギッツと共作） | —              | —              | —              | —              | —              | —              | 『イーヴル・スティグ』                     |
| 1996                                                             | "Love Is All Around"                   | 108            | —              | —              | —              | —              | —              | 『Great Hits』                             |
| 1999                                                             | "Fetish"                               | —              | —              | —              | —              | —              | —              | 『Fetish』                                 |
| 2002                                                             | "The Word"                             | —              | —              | —              | —              | —              | —              | シングルのみ                               |
| 2006                                                             | "A.C.D.C."                             | —              | —              | —              | —              | —              | —              | 『シナー』                                 |
| 2006                                                             | "Change the World"                     | —              | —              | —              | —              | —              | —              | 『シナー』                                 |
| 2007                                                             | "Androgynous"                          | —              | —              | —              | —              | —              | —              | 『シナー』                                 |
| "—" はチャート入りしなかったか、発売されなかったシングルを表す。 |                                        |                |                |                |                |                |                |                                            |